# Tyson Pérez
José Miguel Pérez Balbuena, meglio noto come Tyson Pérez (Santo Domingo, 29 gennaio 1996), è un cestista dominicano con cittadinanza spagnola.

## Palmarès

### Squadra
- Liga catalana: 1

Andorra: 2020
- Copa del Rey: 1

Málaga: 2025
- Supercoppa spagnola: 1

Málaga: 2024
- Coppa Intercontinentale: 1

Malaga: 2024
- Basketball Champions League: 1

Málaga: 2024-2025

### Individuale
- MVP Liga LEB Oro: 1

Real Canoe: 2018-19